# Pyridinium-para-toluolsulfonat
Pyridinium-para-toluolsulfonat ist eine organische Verbindung, konkret handelt es sich um ein Salz, das ein protoniertes Pyridin als Kation enthält. Das Anion leitet sich von der para-Toluolsulfonsäure ab.

## Herstellung
Pyridinium-para-toluolsulfonat kann hergestellt werden, indem Pyridin mit dem Monohydrat von para-Toluolsulfonsäure umgesetzt wird.

## Eigenschaften
Pyridinium-para-toluolsulfonat ist eine schwache Säure. Es ist gut löslich in Dichlormethan, Chloroform, Ethanol und Aceton. In Benzol ist es schlecht und in Diethylether gar nicht löslich.

## Reaktionen
Pyridinium-para-toluolsulfonat eignet sich als saurer Katalysator für verschiedene Reaktionen. Beispielsweise katalysiert es die Bildung von Imidazolinen aus Nitrilen mit Ethylendiamin oder Propan-1,2-diamin. Es eignet sich auch als Katalysator zur Schützung und Entschützung von Alkoholen mit Tetrahydropyranyl-Schutzgruppen. Die Schützung erfolgt durch Umsetzung mit Dihydropyran bei Raumtemperatur, die Entschützung durch Erhitzen. Gegenüber der häufig eingesetzten para-Toluolsulfonsäure ist es ein deutlich milderes Reagenz.